# Hypostomus cochliodon
Hypostomus cochliodon är en fiskart som beskrevs av Kner, 1854. Hypostomus cochliodon ingår i släktet Hypostomus och familjen Loricariidae. Inga underarter finns listade i Catalogue of Life.